# Jan Martens (voetballer)
Jan Martens (Handel, 18 september 1969) is een voormalig Nederlands profvoetballer die bij voorkeur als linksback speelde. Hij stond onder contract bij achtereenvolgens Helmond Sport, Eindhoven en VVV.
Martens speelde in elf seizoenen bijna 300 competitiewedstrijden in het betaalde voetbal. Na het seizoen 2000/2001 zette hij een punt achter zijn profcarrière en kwam hij nog drie seizoenen uit voor VV Gemert uit de Zondag Hoofdklasse B.

## Clubstatistieken
| Seizoen | Club          | Land      | Competitie     | Duels | Goals |
| ------- | ------------- | --------- | -------------- | ----- | ----- |
| 1990/91 | Helmond Sport | Nederland | Eerste divisie | 37    | 0     |
| 1991/92 | Helmond Sport | Nederland | Eerste divisie | 32    | 2     |
| 1992/93 | Helmond Sport | Nederland | Eerste divisie | 27    | 0     |
| 1993/94 | Helmond Sport | Nederland | Eerste divisie | 34    | 0     |
| 1994/95 | Helmond Sport | Nederland | Eerste divisie | 25    | 0     |
| 1995/96 | Helmond Sport | Nederland | Eerste divisie | 26    | 0     |
| 1996/97 | Eindhoven     | Nederland | Eerste divisie | 28    | 1     |
| 1997/98 | Eindhoven     | Nederland | Eerste divisie | 31    | 2     |
| 1998/99 | Eindhoven     | Nederland | Eerste divisie | 8     | 0     |
| 1999/00 | VVV           | Nederland | Eerste divisie | 23    | 1     |
| 2000/01 | VVV           | Nederland | Eerste divisie | 28    | 1     |
| Totaal  | Totaal        | Totaal    | Totaal         | 299   | 7     |